# Emily Andras
Emily Andras (Boston, ...) è una produttrice televisiva e autore televisivo canadese.
Conosciuta per aver creato la serie televisiva Wynonna Earp ed essere stata la produttrice esecutiva e showrunner di Lost Girl (terza e quarta stagione).

## Biografia
La Andras è nata nella città statunitense di Boston, per poi andare a vivere a Calgary.